# Pompe à diffusion
Pour les articles homonymes, voir Pompe (homonymie).

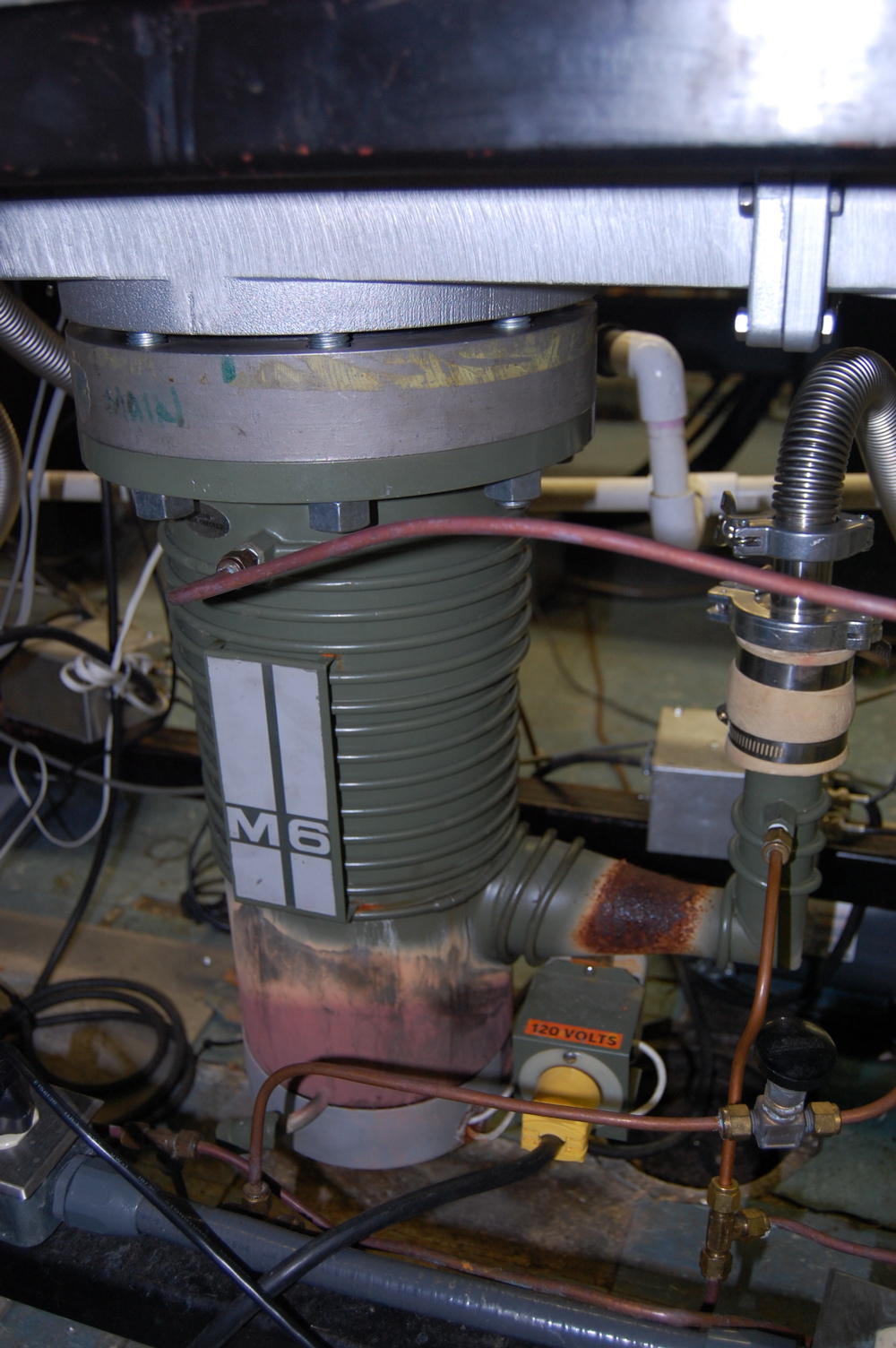
Pompe à diffusion M6

Une pompe à diffusion, ou pompe à jets de vapeur, est une pompe à vide. Il s’agit en particulier d’une pompe de transfert cinétique à fluide moteur. 
Le rôle d’une pompe à diffusion est d’évacuer les molécules de gaz d’une enceinte afin de créer le vide et diminuer la pression de cette enceinte. Pour ce faire, une certaine quantité de mouvement va être communiquée aux molécules présentes dans l’enceinte. Cette quantité de mouvement est fourni par l’intermédiaire d’un fluide moteur. Ce fluide moteur est généralement une huile de silicone sous forme de vapeur. 
Les gammes de pression mises en œuvre par les pompes à diffusion sont situées entre 10-3 (vide poussé) et 10-9 (ultravide). 

## Fonctionnement

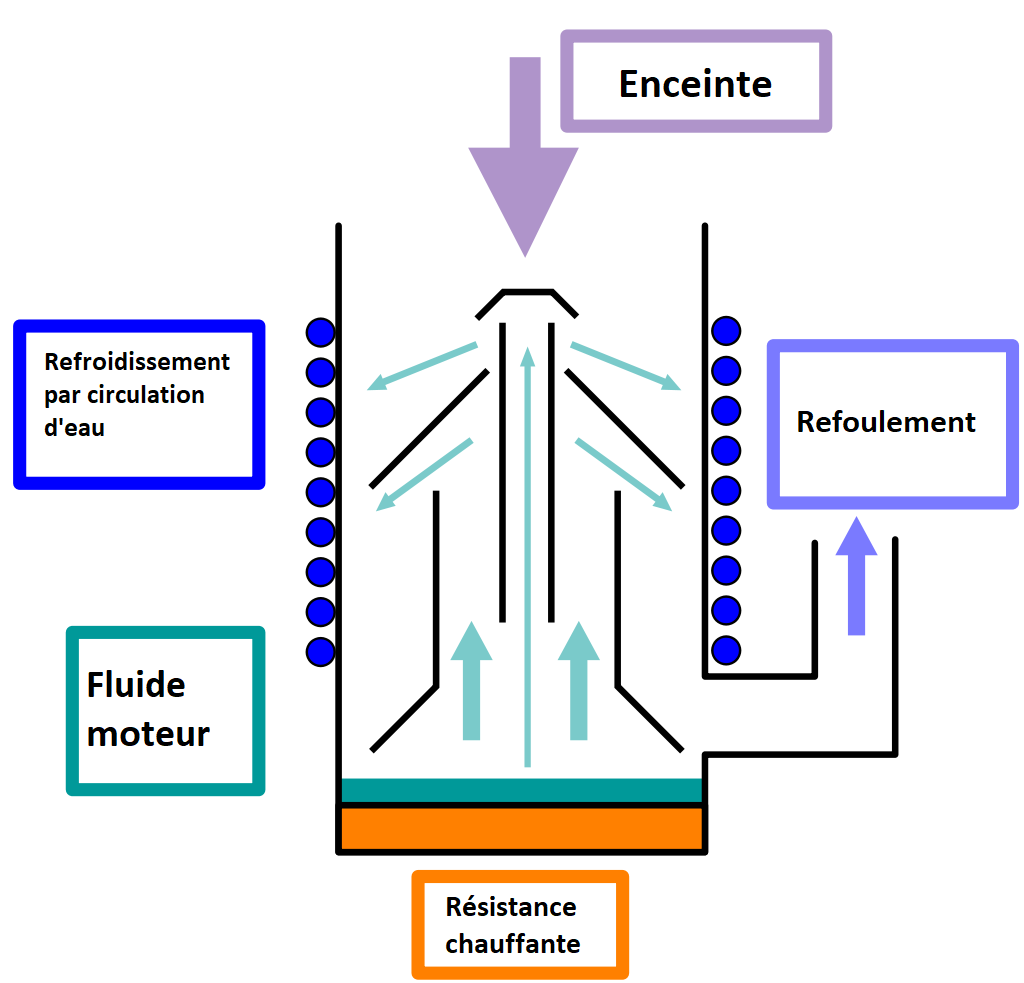
Schéma d'une pompe à diffusion

Le fluide moteur est envoyé dans l’enceinte à vider par le biais de tuyères dirigées vers le refoulement de la pompe. Les molécules de gaz présentes dans l’enceinte sont entraînées par ce fluide moteur, dont la vitesse est supersonique. Le fluide atteint ensuite les parois de la pompe, qui sont refroidies par circulation d’eau. En arrivant au contact des parois refroidies, les jets formés des gaz pompés et de la vapeur d'huile sont fractionnés : le fluide se condense et retombe dans la chaudière, alors que les gaz se trouvent à la partie inférieure de la pompe au niveau d'un ajutage où ils sont repris par une pompe primaire (pompe à palettes qui les refoule à l'extérieur). Le fluide étant retombé au fond de la pompe, il est chauffé à environ 200°C par une résistance chauffante, se vaporise à nouveau et est renvoyé dans les tuyères. 

### Type de fluide moteur
Historiquement, de la vapeur de mercure a été utilisée, mais aujourd'hui, les fluides moteurs sont des esters, des huiles minérales ou plus fréquemment des huiles silicones. L’huile choisie est de masse moléculaire élevée (supérieure à 250 g/molécule).

### Caractéristiques techniques
Une pompe à diffusion fonctionne en régime moléculaire.
Le débit-volume de la pompe dépend des gaz à pomper hors de l’enceinte. En effet, plus un gaz est léger (faible masse molaire), plus il sera facile de lui communiquer la quantité de mouvement du fluide moteur et de l’évacuer. Ainsi, la vitesse de pompage est inversement proportionnelle à la racine carrée de la masse molaire du gaz.

## Association avec une pompe primaire
Les pompes à diffusion peuvent pomper jusqu’à des valeurs très poussées (domaine du vide et de l’ultra-vide), mais ne peuvent pomper que dans une enceinte ou règne une pression inférieure à une pression appelée pression d'amorçage. Les pompes à diffusion sont donc des pompes secondaires qui doivent être associées à une pompe dite primaire, pouvant elle refouler à pression atmosphérique. C'est pour ces deux raisons que l'on associe une pompe à palettes à une pompe à diffusion.

## Rétrodiffusion
Parallèlement à la diffusion de l'air de l'enceinte dans l'huile de la pompe à diffusion, il y a diffusion de la vapeur d'huile vers l'enceinte, c'est la rétrodiffusion. Cette rétrodiffusion, et la pression de vapeur d'huile qui en résulte, peuvent être limitées par la présence de baffles réfrigérés ou par un piège à diazote liquide, et par le choix d'une huile à faible tension de vapeur à la température du baffle.